# Alfredo González Tahuilán
José Alfredo González Tahuilán (* 10. April 1980 in Mexiko-Stadt) ist ein ehemaliger mexikanischer Fußballspieler auf der Position eines Verteidigers.

## Laufbahn
Seine ersten Profijahre verbrachte González Tahuilán bei seinem „Heimatverein“ Club América, mit dem er sowohl im Sommer 2002 als auch in der Clausura 2005 den Meistertitel gewann. Allerdings schaffte er es bei den Americanistas nie zum Stammspieler und daher wechselte er im Sommer 2005 zum Ligarivalen Club San Luis, bei dem er (mit Ausnahme der Saison 2007/08) regelmäßig zum Einsatz kam. Auch in der ersten Saison (2009/10) bei seinem nächsten Verein UANL Tigres war González Tahuilán Stammspieler, kam aber in den darauffolgenden Spielzeiten nur noch selten zum Einsatz. Auch als er zum Kader der Meistermannschaft des Club Tijuana in der Apertura 2012 gehörte, kam er lediglich zu einem Einsatz. Häufiger spielte González Tahuilán dann erst wieder bei seiner letzten Station Atlético San Luis in der zweiten Liga.

## Erfolge
- Mexikanischer Meister: Verano 2002, Clausura 2005, Apertura 2012